# قايا (نبات)
القايا (الاسم العلمي: †Caia) هي جنس من النباتات الأحفورية الصغيرة في أواخر العصر السيلوري (من حوالي 430 إلى 420 مليون سنة مضت). الخصائص التشخيصية هي محاور متوازية عارية متفرعة متشعبة بشكل متساوي تنتهي في مباغات ممدودة رأسيا (الأعضاء التي تشكل البوغ) والتي تتحمل ظهورات شائكة خاصة في الأطراف البعيدة. تكون الأبواغ ثلاثية الخطوط وخلوية. الأنواع الوحيدة المعروفة هي من هيرفورد في إنجلترا.
يشير تحليل التصنيف التفرعي إلى أن الجنس قد ينتمي إلى النباتات المقرنة، وهي طائفة من النباتات عديدة المباغات، لأنها تفتقر إلى الأنسجة الوعائية ولها سيقان متفرعة تحمل مباغات. بالنسبة لشجرة النسل انظر مقالة النباتات المقرنة.